# رومانیانو ال مونته
رومانیانو ال مونته (به ایتالیایی: Romagnano al Monte) یک کومونه در ایتالیا است که در استان سالرنو واقع شده‌است.

## خصوصیات
رومانیانو ال مونته ۹ کیلومترمربع مساحت و ۴۱۵ نفر جمعیت دارد و ۶۵۰ متر بالاتر از سطح دریا واقع شده‌است.